# 徐州東駅
徐州東駅（じょしゅうひがしえき、中文表記: 徐州东站、英文表記: Xuzhou East Railway Station）は、江蘇省徐州市鼓楼区に位置する中国鉄路総公司(CR)上海鉄路局管轄の駅である。京滬高速鉄道と鄭徐旅客専用線が交差する中国鉄道の要衝である。

## 概要
上海、北京までそれぞれ3時間以内で移動できる。京滬高速鉄道の7つの大駅の一つである。京滬高速鉄道の中で、始発と終着の列車がある地級市の唯一の駅である。徐州地下鉄1号線が開通しており、当駅は乗り換えが可能となっている。

## 所属路線
- 中国鉄路総公司
  - 京滬高速鉄道：北京南駅より692km、上海虹橋駅まで626km
  - 鄭徐旅客専用線：鄭州東駅より362km
  - 徐宿淮塩都市間鉄道[3]：塩城駅より約300km
  - 徐連都市間鉄道：連雲駅より約200km

## 駅構造
島式ホーム7面15線の高架駅である。面積は14,984m²。

## 歴史
- 2008年7月 - 着工。
- 2011年6月26日 - 開業。

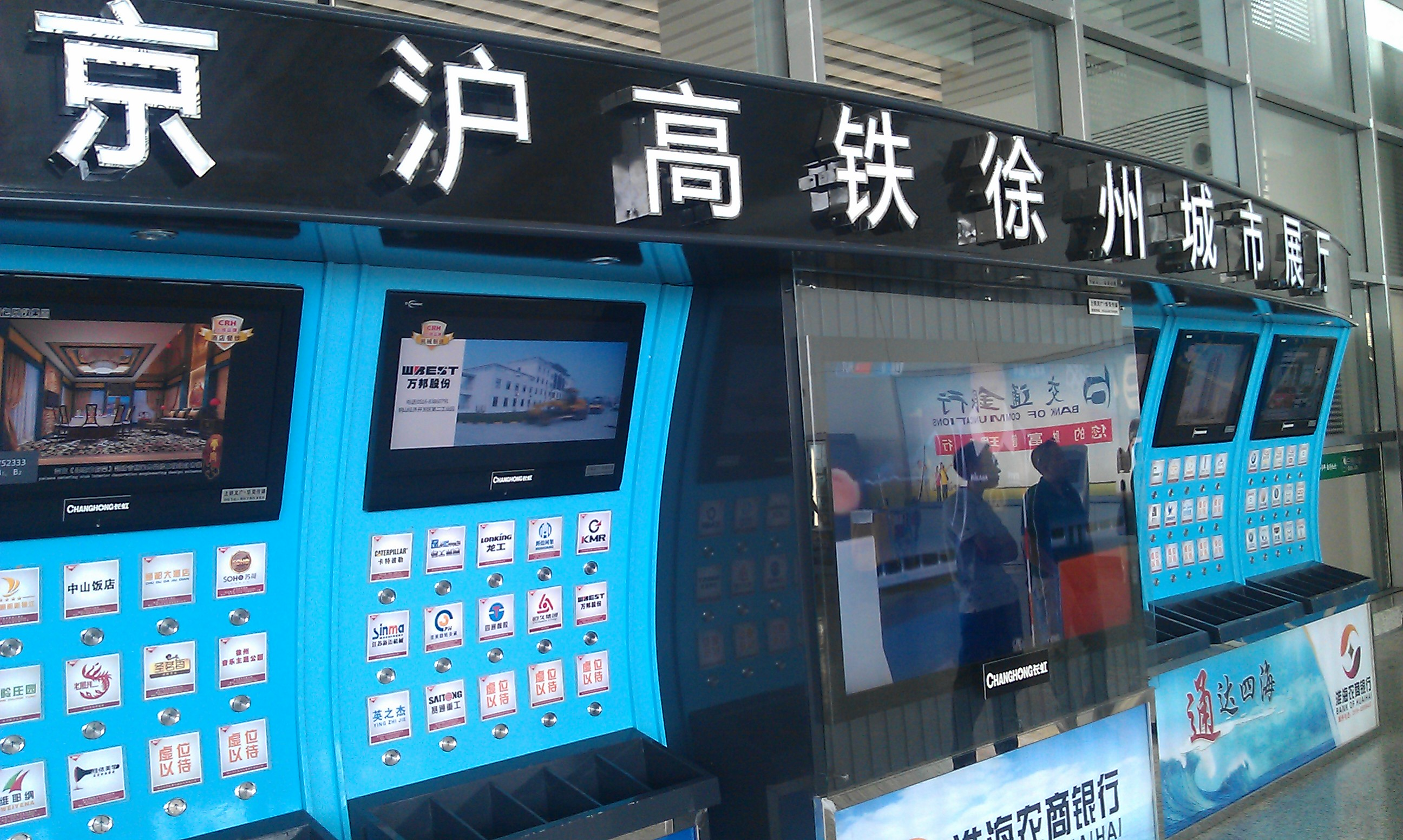
京滬高速鉄道、徐州のシティ展示ホール

- 2011年6月30日 - 京滬高速鉄道が開通

## 隣の駅
中国鉄路総公司
京滬高速鉄道
棗荘駅 - 徐州東駅 - 宿州東駅
鄭徐旅客専用線
蕭県北駅 - 徐州東駅
徐宿淮塩都市間鉄道
徐州東駅 - 後馬荘駅(待避駅)
徐連都市間鉄道
徐州東駅 - 後馬荘駅(待避駅)